# Buruburu

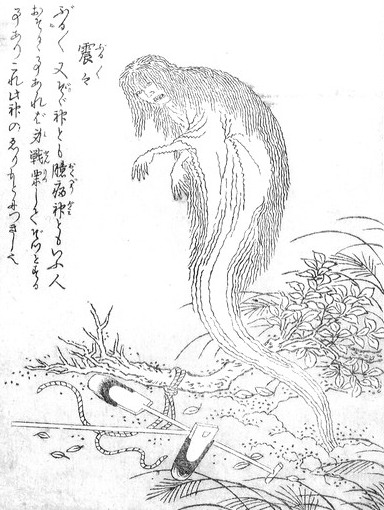
Un Buruburu come illustrato in Konjaku gazu zoku hyakki di Toriyama Sekien

Il Buruburu (震々?) è uno yōkai del folclore giapponese. Il nome della creatura deriva dall'onomatopea giapponese "buruburu" che può essere tradotta come "brivido". Appare nella collezione di disegni di yōkai Konjaku gazu zoku hyakki di Toriyama Sekien.
Secondo il Konjaku gazu zoku hyakki, il motivo per cui una persona avverte un brivido lungo il collo quando è spaventata è perché il buruburu infesta i colletti delle persone, sono noti anche come “Okubyōgami” (臆病神?, lett. "dio della codardia") o “Zo zo kami” (ぞぞ神?). Secondo Atsunobu Inada e altri, okubyōgami è un dio che fa sì che le persone mostrino le spalle al nemico, mentre zo zo kami è quello che fa rizzare tutti i peli del corpo per la paura.
I buruburu nascono quando gli umani compiono atti di codardia, come la fuga da una battaglia. Possiedono le persone aggrappandosi ai colletti dei loro kimono e toccando la nuca. Questo fa rizzare loro i capelli e provoca brividi lungo il corpo.
In Gegege no Kitaro di Shigeru Mizuki, appare come uno yōkai sigillato in un pezzo di carta. È specializzato nel far venire i brividi agli avversari.